# François-Adolphe Grison

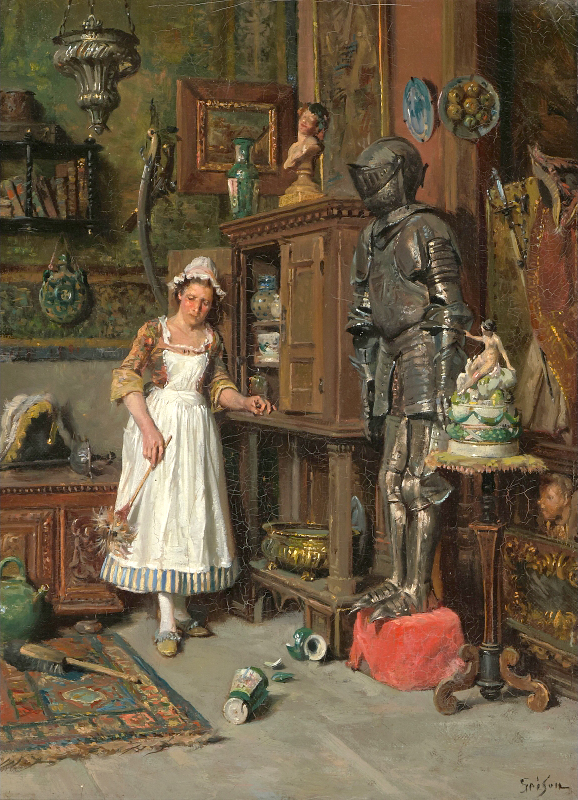
Das neue Zimmermädchen

François-Adolphe Grison (* 17. Juni 1845 in Bordeaux; † 10. April 1914 in Chêne-Bougeries) war ein in der Schweiz tätiger französischer Genre-, Landschafts- und Porträtmaler.
Grison war Schüler des französischen Bildhauers Justin Lequien. Ab 1868 lebte er in Genf, wo er als freischaffender Künstler tätig war.
Ab 1873 stellte Grison regelmäßig im Pariser Salon aus. 1883 wurde er zum Sociétaire des Artistes Français ernannt. 1885 erhielt er dort eine lobende Erwähnung, 1890 eine Medaille 3. Klasse.
Er malte vor allem Genreszenen, häufig in Rokoko-Kostümen, daneben Porträts und Landschaften. Seine bevorzugten Techniken waren die Ölmalerei und die Emailmalerei.
Zu seinen Werken zählen unter anderem Musique de chambre, Declaration à la voisine, Le rendez-vous chez l’antiquaire, Un heureux présage, Une barbe négligée und La dernière bouteille. Das Museum in Straßburg besitzt sein Bild En famille.